# Network 10
Network 10 est l'une des trois principales chaînes de télévision australienne. Diffusée sur l'ensemble du territoire national, elle dispose de plusieurs déclinaisons locales dans les principales villes du pays : Melbourne, Sydney, Brisbane, Perth et Adélaïde. 
En termes d'audience, c'est la troisième chaîne australienne derrière Nine Network et Seven Network.

## Historique et caractéristiques
Au moment de l'introduction de la télévision en Australie, de 1956 à 1964, seules deux chaînes commerciales cohabitent avec la télévision fédérale ABC : Nine Network et Seven Network. 
Cependant, au début des années 60, le gouvernement fédéral commence à envisager la création d'une troisième chaîne de télévision privée. 

En 1964, une fréquence est allouée au nouveau média qui commence à émettre sous le nom de « Independent Television System » (en abrégé ITS). 

Localement, elle est nommée « ATV-0 » à Melbourne, « TVQ-0 » à Brisbane et « TEN-10 » à Sydney. 

En 1970, la chaîne est renommée « The O-10 Network ».

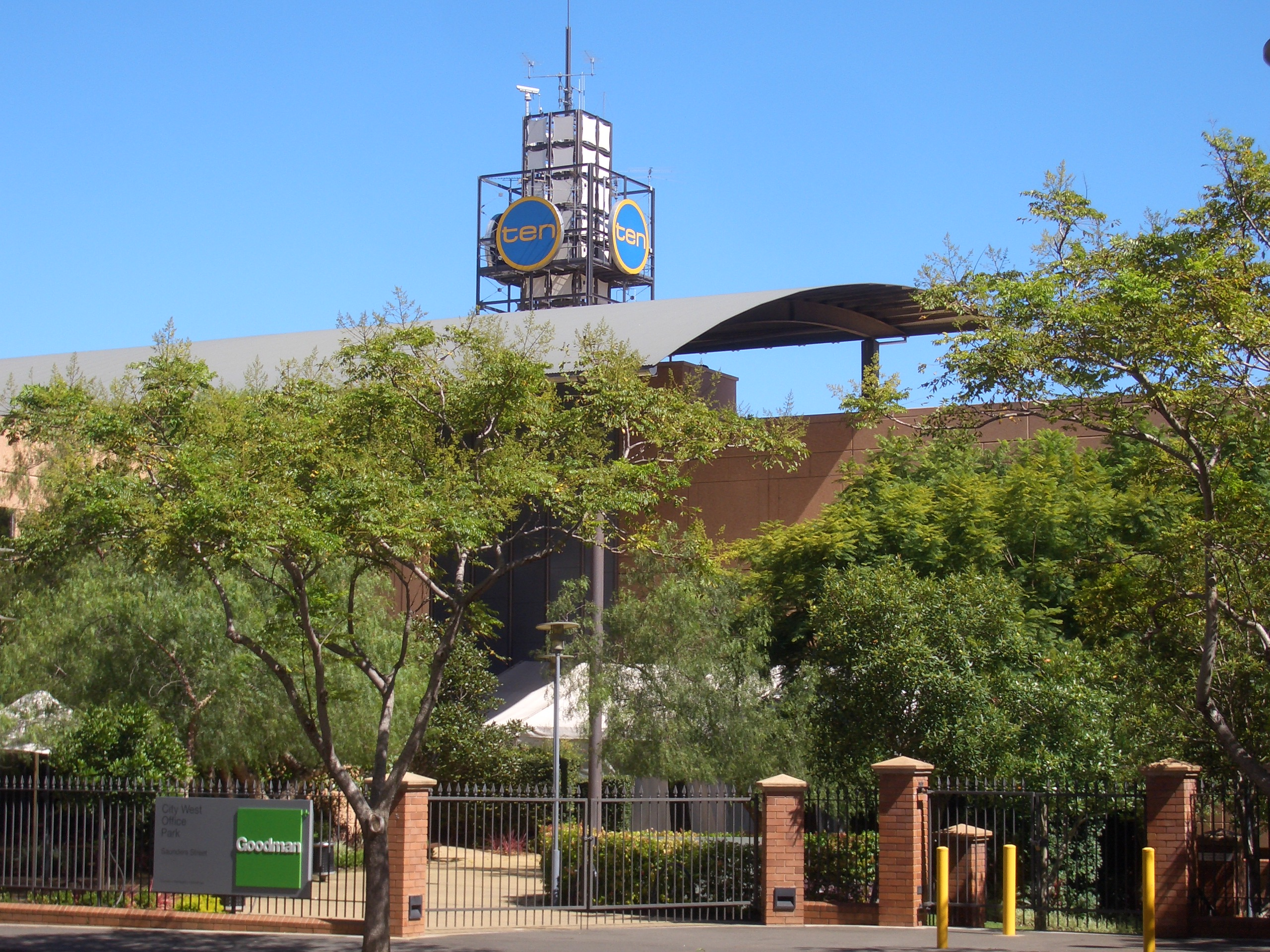
Les studios de Ten Network à Sydney

Les débuts sont difficiles face à la concurrence acharnée des deux principaux réseaux. Deux ans plus tard, alors que la chaîne est dans une situation précaire, la diffusion d'une série apparemment anodine va renverser la tendance : Number 96 devient en quelques semaines l'un des soap-opera les plus populaires du pays.

Le 20 janvier 1980 « The O-10 Network » prend le nom de « Network Ten ».
La grille de programme de Network Ten reprend de nombreuses séries américaines issues des réseaux CBS et FOX aux États-Unis, ce qui s'explique par des accords commerciaux signés avec ces deux compagnies. On retrouve ainsi à l'antenne des programmes tels que Futurama, Dr House, Jericho, NCIS : Enquêtes spéciales ou le Late Show with David Letterman. Plusieurs bulletins d'information régionaux répondent aux grands journaux nationaux du matin de la mi-journée et du soir.

En 2002, Network Ten a acquis les droits de retransmission de certaines rencontres sportives, dont les matchs de l'Australian Football League.
Network Ten est diffusé dans l'ensemble du pays sur le réseau hertzien, par câble et par satellite.

Dans les grandes agglomérations, des chaînes affiliées au réseau reprennent ses programmes : il s'agit de ATV à Melbourne, TVQ à Brisbane, ADS à Adelaïde et NEW à Perth. Network Ten est diffusé sur les bouquets du câble et du satellite : Foxtel, Austar et Optus.
Le 19 septembre 2017, l’américain CBS annonce le rachat de la chaîne pour 167 M$ malgré une offre de dernière minute du duo Lachlan Murdoch (co président de Fox) et de l'entrepreneur Bruce Gordon

## Programmes
- Australian Idol - Présenté par:
- Big Brother Australia - Présenté par: Ricki-Lee Coulter(ex-host)
- Australian's got talents - Présenté par: Declan Donelly et Alicya Shahd
- Tool Academy 1st - Présenté par: Jordan Murphy(ex-host) et Trina Dolenz(ex-host)
- Busted & Disgusted - Présenté par:
- The X Factor - Présenté par: Luke Jacobz et Natalie Garonzi
- Tool Academy 2nd Présenté par: Alicya Shahd et Ryan Fitzgerald (prévue décembre 2011)
- Peter Pan et les Pirates (Peter Pan & the Pirates) (1992-1999)
- Return to Eden

### Foreign
- Retour vers le futur
- Le Monde de Bobby
- Captain Zed and the Zee Zone (1993-1995)

## Identité visuelle

### Logos

Logo de Network Ten de 1991 à 2013
Logo de Network 10 a 2018 à 2025
Logo Depuis 2025